# Hanszei
A hanszei (反省) az egyik lehetséges eszköze a lean vállalatnak arra, hogy szembenézzen eredményeivel illetve eredménytelenségével. Maga a szó a japán han (jelentése: változás, megfordítás) és szei (jelentése: aki visszanéz a múltjára, önvizsgálatot tart) szavakból származik.

## Alkalmazási lehetőségek
A hanszei, mint tevékenység azt jelenti, hogy az ember (vezető és munkatárs egyaránt) áttekinti tevékenységeit és azok eredményeit azzal a céllal, hogy tanuljon belőlük. 
A lean vállalatok (elsősorban a Toyota) akkor is alkalmazza ezt a módszert, ha a dolgok a tervek szerint alakulnak, és akkor is ha nem.
Ha eredményeink megfelelnek az elvárásoknak, a hanszei két okból lehet fontos:
- tudnunk kell, hogy pontosan minek köszönhetjük a sikert (pl. szerencsés körülmények vagy tudás),
- tudnunk kell, milyen tevékenységekkel jutottunk el a sikerhez és hogyan lehet ezt legközelebb jobban csinálni.

Ha nem érjük el a kívánt eredményeket, akkor a hanszei abban segít, hogy a kudarc okait megértsük.
Mindkét esetben egyértelmű, hogy a hanszei a folyamatos fejlődés érdekeit szolgálja, semmiképpen sem a felelősök keresését!

## Nehézségek az eszköz alkalmazásakor
Japánon kívül a hanszei könnyen az állandó elégedetlenség, a folytonos kritika megtestesítője lehet. Ezért megfelelő kommunikációja és a dicséret valamint a hanszei megfelelő aránya fontos az eszköz sikeres alkalmazása érdekében.